# Беррі (провінція)
47°05′ пн. ш. 2°23′ сх. д. / 47.08° пн. ш. 2.38° сх. д.
Беррі (фр. Berry, лат. Bioturica) — історична провінція Французького королівства в центральній частині Франції. Колишнє Беррійське герцогство, нині складається з департаментів Ендр і Шер і славиться тонкою шерстю своїх овець. Головне місто — Бурж.
Беррі — це край, відомий як країна замків і як житниця Франції. Це один з головних французьких районів з вирощування зернових і виробництва м'яса, молока і молочних продуктів. Не випадково тут розташований Санкуен — найбільший у Франції ринок з гуртового продажу великої та дрібної рогатої худоби. Тут кожен день на площі 17 гектарів укладаються угоди купівлі-продажу тисяч голів худоби.
Беррійський канал починається нижче Невіра на Луарі, йде до Буржу, звідси вздовж річки Шері до Сент-Еньяна, утворюючи водний шлях в 322 км, що сполучає кам'яновугільний басейн річки Альє з долинами річок Шері та Луари.